# A Wife on Trial
A Wife on Trial er en amerikansk stumfilm fra 1917 af Ruth Ann Baldwin.

## Medvirkende
- Mignon Anderson som Phyllis Narcissa
- Leo Pierson som Allan Harrington
- L.M. Wells som Horace de Guenther
- Julia Jackson som Mrs. de Guenther
- George C. Pearce som Wallis